# Colbert (1928)
Pour les autres navires du même nom, voir Colbert (navire).
Le Colbert est un croiseur lourd français de classe Suffren mis en service en 1931.

## Construction
Le croiseur lourd Colbert est mis sur cale à l'arsenal de Brest en juin 1927, lancé le 20 avril 1928 et mis en service le 4 mars 1931. Sa construction a été financée par la tranche 1926.

### Caractéristiques techniques

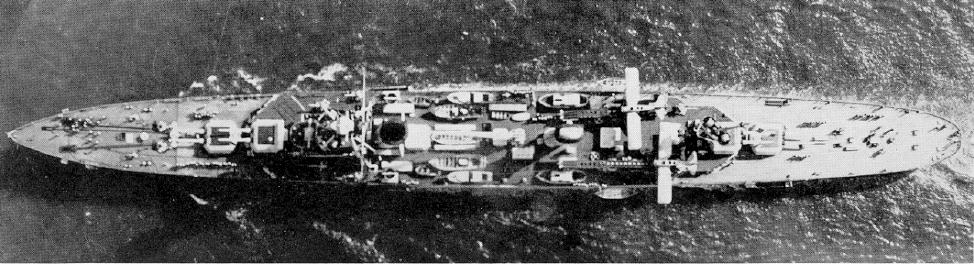
Vue aérienne du Colbert avec deux hydravions sur le pont.

Le Colbert est un croiseur lourd type Washington de 10 000 tonnes. Il atteint 31 nœuds (57 km/h) et possède 4 tourelles doubles de 203 mm mais n'est que légèrement protégé. Il est équipé de moyens de détection électromagnétique en 1942.

## Histoire
Le Colbert, croiseur lourd du projet 10 000 tw (tonnes Washington), fut l'un des bâtiments de guerre français le moins connu. Lui et ses sister-ships, les croiseurs lourds de la classe Suffren, les Suffren, Foch et Dupleix représentaient la renaissance de la Marine française durant l'entre-deux-guerres.  
Le Colbert est basé à Toulon.  Il transporte le président français Gaston Doumergue vers le Maroc en octobre 1930.
En septembre 1942, le Colbert a été équipé d'un système de détection radioélectrique LMT (ainsi que le Richelieu). C'est le premier radar  embarqué opérationnel français.
Durant la Seconde Guerre mondiale, il fut tout comme ceux de sa classe, l'une des premières cibles potentielles de l'Allemagne, qui avait pour projet, malgré l'accord, de s'emparer de la flotte française. Pour éviter d'être pris par les Allemands après leur invasion de la zone libre, il est sabordé avec la flotte française le 27 novembre 1942 à Toulon.